# Église Notre-Dame-de-Chine
Église Notre-Dame-de-Chine is een rooms-katholieke kerk in het 13e arrondissement van Parijs, dat men ook wel een Chinatown noemt. Deze kerk richt zich hoofdzakelijk op Chinese Fransen. Het kerkgebouw werd in 2005 gebouwd en in hetzelfde jaar ingewijd.